# 克雷斯特伍德 (肯塔基州)
克雷斯特伍德（英語：Crestwood），是美国肯塔基州的一座城市。面积约为10.6平方公里（4.1平方英里）。根据2010年美国人口普查，该市的人口为4,531人。